# Aleš Schuster
Aleš Schuster (* 26. října 1981, Brno, Československo) je český fotbalový obránce, od roku 2016 hráč klubu 1. SK Prostějov. Hraje na postu stopera, ale může působit i jako defenzivní záložník. Mimo ČR působil na klubové úrovni v Bosně a Hercegovině a Moldavsku.
V roce 2008 dostal trest za nekalé ovlivňování zápasů.

## Klubová kariéra
Aleš Schuster je odchovancem FC Lerk Brno, poté se stal hráčem Zbrojovky, odkud byl na hostování v druholigových Prostějově a HFK Olomouc. Za Zbrojovku odehrál celkem 101 ligových zápasů a vstřelil 1 gól. Bylo to 5. dubna 2004 v domácím utkání proti Slavii Praha, které skončilo remízou 2:2.
Od září 2006 šel na hostování do Bystrce, která se pro tuto sezónu 2006/07 probojovala do 2. české fotbalové ligy. Zde byl společně s Zdenkem Houštěm, Tomášem Mrázkem a trenérem Tiborem Dudou usvědčen z korupce, sázení na vlastní zápasy. Podezřelý byl zejména zápas předposledního druholigového kola v Bystrci proti Vítkovicím. Hosté prohrávali o poločase 0:2, ale ve druhém stav otočili a zvítězili 4:2, čímž se zachránili ve druhé lize, zatímco pro Bystrc to znamenalo sestup. Aleš Schuster dostal trest zákazu činnosti na 6 let (tento mu byl zkrácen na 3 léta). Ještě před vynesením verdiktu se objevil na lavičce prvoligového zápasu Zbrojovky proti Tescomě Zlín (5. srpna 2007), do hry nezasáhl.
Po aféře se stal krátce hráčem bosenské Zvijezdy Gradačac, ale v ani v bosenské lize za ni (kvůli trestu) nemohl nastoupit. Na další starty v nejvyšší soutěži si musel počkat až do roku 2011, kdy se stal hráčem FC Zimbru Kišiněv. V Moldavsku byly ale problémy s výplatou peněz. V červnu 2013 dostal hráč šanci na zkoušce ve Zbrojovce Brno, která byla úspěšná a hráč za Brno nastoupil v sezóně 2013/14. V podzimní části sezony odehrál 9 ligových zápasů.
V létě 2016 odešel do 1. SK Prostějov.

## Reprezentační kariéra
Aleš Schuster působil v mládežnických reprezentačních výběrech České republiky v kategoriích U20 (1 zápas) a U21 (17 zápasů a 1 vstřelený gól).

### Reprezentační zápasy a góly
Zápasy Aleše Schustera v české reprezentaci do 21 let
| Rok    | Zápasy | Góly |
| ------ | ------ | ---- |
| 2002   | 5      | 1    |
| 2003   | 12     | 0    |
| Celkem | 17     | 1    |

Góly Aleše Schustera v české reprezentaci do 21 let
| Gól | Datum        | Stadion                        | Soupeř    | Skóre (min.) | Výsledek | Soutěž                      |
| --- | ------------ | ------------------------------ | --------- | ------------ | -------- | --------------------------- |
| 010 | 16. 10. 2002 | Stadion u Nisy, Liberec, Česko | Bělorusko | 03:00 (74.)  | 3:0      | kvalifikace na ME „21“ 2004 |